# 红花针苞菊
红花针苞菊（学名：Tricholepis tibetica）为菊科针苞菊属下的一个种。

## 扩展阅读
- 維基物種上的相關：红花针苞菊